# Rauma (rivière)

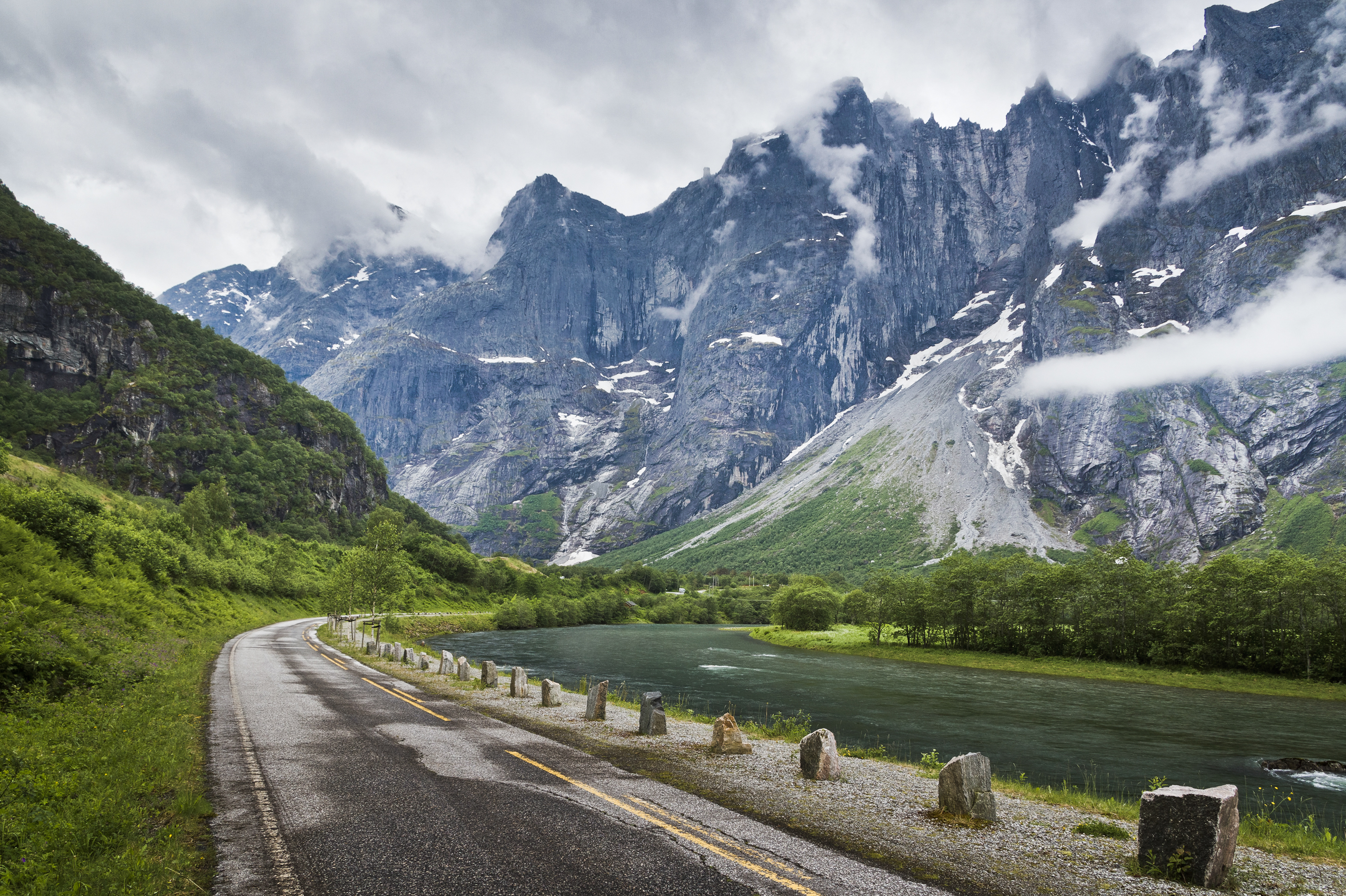
Le long de la rivière Rauma, de Romsdalen à Vadstranda. En face le Trollveggen. Juin 2013.

La Rauma est un fleuve norvégien d'une longueur de 76 km qui coule dans le comté d'Oppland et le comté de Møre og Romsdal. Elle se jette dans le Romsdalsfjord.